# Mydaselpis ngurumani
Mydaselpis ngurumani är en tvåvingeart som beskrevs av Dikow 2010. Mydaselpis ngurumani ingår i släktet Mydaselpis och familjen Mydidae. Inga underarter finns listade i Catalogue of Life.